# Powiat de Kozienice
 (septembre 2024).
Si vous disposez d'ouvrages ou d'articles de référence ou si vous connaissez des sites web de qualité traitant du thème abordé ici, merci de compléter l'article en donnant les références utiles à sa vérifiabilité et en les liant à la section « Notes et références ».
Le powiat de Kozienice (polonais : powiat kozienicki) est un powiat (district) de la voïvodie de Mazovie, dans le centre-est de la Pologne.
Elle est née le 1er janvier 1999, à la suite des réformes polonaises de gouvernement local passées en 1998.
Le siège administratif du powiat est la ville de Kozienice, qui est unique ville du powiat et qui se trouve à 81 kilomètres au sud-est de Varsovie, capitale de la Pologne.
Le district couvre une superficie de 916,96 kilomètres carrés. En 2006, sa population totale est de 61 614 habitants, avec une population pour la ville de Kozienice de 18 541 habitants et une population rurale de 43 073 habitants.

## Powiaty voisines
La Powiat de Kozienice est bordée des powiaty de : 
- Garwolin au nord ;
- Ryki à l'est ;
- Puławy au sud-est ;
- Zwoleń au sud ;
- Radom au sud-ouest ;
- Białobrzegi et Grójec à l'ouest.

## Division administrative

Position des gminy dans la powiat

Le powiat est divisé en sept gminy (communes) :
| Gmina                   | Type         | Superficie (km2) | Population (2006) | Siège             |
| Gmina Kozienice         | urbain-rural | 245,6            | 30 270            | Kozienice         |
| Gmina Głowaczów         | rural        | 186,3            | 7 292             | Głowaczów         |
| Gmina Magnuszew         | rural        | 140,9            | 6 595             | Magnuszew         |
| Gmina Garbatka-Letnisko | rural        | 74,0             | 5 338             | Garbatka-Letnisko |
| Gmina Sieciechów        | rural        | 61,3             | 4 271             | Sieciechów        |
| Gmina Gniewoszów        | rural        | 84,3             | 4 156             | Gniewoszów        |
| Gmina Grabów nad Pilicą | rural        | 125,0            | 3 692             | Grabów nad Pilicą |

## Démographie
Données du 31 décembre 2012:
| description | Total  | Total | Femmes | Femmes | Hommes | Hommes |
| ----------- | ------ | ----- | ------ | ------ | ------ | ------ |
| Unité       | Nombre | %     | Nombre | %      | Nombre | %      |
| Population  | 61 768 | 100   | 31 162 | 50,45  | 30 606 | 49,55  |
| Urbain      | 18 602 | 30,12 | 9 598  | 15,54  | 9 004  | 14,58  |
| Rural       | 43 166 | 69,88 | 21 564 | 34,91  | 21 602 | 34,97  |

## Histoire
De 1975 à 1998, les différents gminy du powiat actuelle appartenaient administrativement à la Voïvodie de Kielce, à la Voïvodie de Mazovie et à la Voïvodie de Radom.

La Powiat de Kozienice est créée le 1er janvier 1999, à la suite des réformes polonaises de gouvernement local passées en 1998 et est rattachée à la voïvodie de Mazovie.